# Septemwri (gmina)
Septemwri (bułg. Община Септември) – gmina w zachodniej Bułgarii, w obwodzie Pazardżik.

## Miejscowości
Miejscowości wchodzące w skład gminy Septemwri:
- Boszula (bułg.: Бошуля),
- Dołno Wyrsziło (bułg.: Долно Вършило),
- Gorno Wyrsziło (bułg.: Горно Вършило),
- Karabunar (bułg.: Карабунар),
- Kowaczewo (bułg.: Ковачево),
- Łozen (bułg.: Лозен),
- Semczinowo (bułg.: Семчиново),
- Septemwri (bułg.: Септември) − siedziba gminy,
- Simeonowec (bułg.: Симеоновец),
- Sławowica (bułg.: Славовица),
- Warwara (obwód Pazardżik) (bułg.: Варвара),
- Wetren (bułg.: Ветрен),
- Wetren doł (bułg.: Ветрен дол),
- Winogradec (bułg.: Виноградец),
- Złokuczene (bułg.: Злокучене).